# Hemmert János

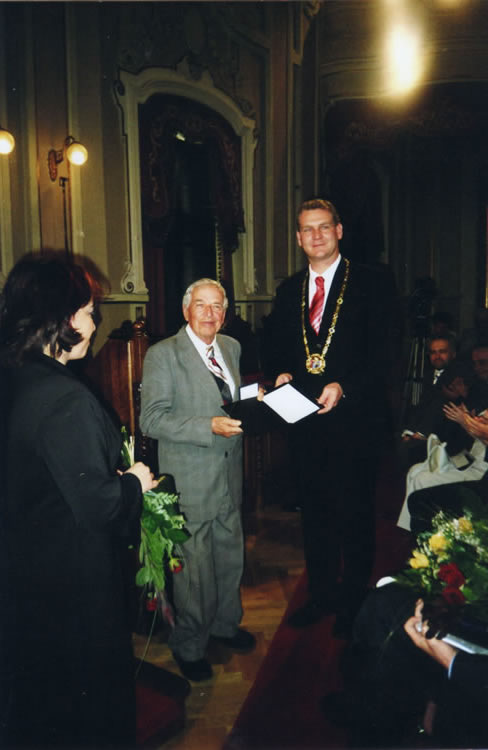
Hemmert János és Dr. Botka László 2006 - Szegedért emlékérem átadásánál

Hemmert János (Szekszárd, 1927. január 5. – Szeged, 2010. október 15.) festőművész, tanár.

## Tanulmányai
A szegedi tanítóképzőben érettségizett 1949-ben. 1952-ben szerzett földrajz-rajz szakos tanári diplomát a Szegedi Pedagógiai Főiskolán, ahol Vinkler László és Kopasz Márta volt a mestere. Előbbitől tanulta meg a posztimpresszionista-realista festészet csínját-bínját.
1985-ben kiváló lánghegesztő vizsgát tett - szoborkészítéshez.

## Pályája
A diploma megszerzése után három esztendeig dolgozott tanársegédként a főiskola rajz tanszékén. 1955-62-ig rajz- és kézimunka tanár a tanítóképző intézetben. Mindeközben pedagógia szakos diplomát szerzett a József Attila Tudományegyetemen. 1958-ban miniszteri dicsérő oklevelet, és lengyelországi utazást kapott. A Nowa Huta-i modern festőművész, Kruciak műtermében ismerkedett meg a kollázsfestészettel. "Itt egy kocsiderékra való "kacat" között születtek a modern kollázsok. Ez az élmény véglegesen és végérvényesen a kollázsok mellett kötelezett el." Hemmert János 1962-től nyugállományba vonulásáig, 1988-ig a szegedi Radnóti Miklós Gimnázium rajztanára volt. 1990-től a volt JATE most SZTE Régészeti Tanszékének külső előadója. 
Tagja a szegedi Szépmíves Céhnek.
Részt vett az 1954-es szolnoki művésztelepen, valamint 1985-1995 között az ásotthalmi művésztelepeken.

## A szegedi árvíz kutatója
1995-től lelkesen kutatta az 1879-es Szegedi Nagy Árviz történetét, és Szeged városába betörésének pontos helyét. A munkája és áldozatos kutatása szerint több mint 95 év óta tévesen
lett elhelyezve az emlékkő, végül a ténylegesen jó helyére a Nagy Árvíz 125. évfordulójához kapcsolódva 2004. március 12-én helyezték el, melyet a Móra Ferenc Múzeum szakértői igazoltak és javasolták a terv megvalósítását, melynek bonyolítását és kivitelezését az ATIVIZIG, a Csongrád Megyei Mérnöki Kamara, valamint a Szegedi Víziközmű Működtető és Fejlesztő Rt. saját költségén vállalta.

## Munkássága
Hemmert János Tanár Úr a Tisza-part örök fenegyereke, a soha fel nem növő nyelvet öltögető kamasz, a kacatok királya, a gyűjtögető mániákus, a komolykodásra fittyet hányó bohóc, a nagy játékos.
Ezt a személyiséget tükrözik kollázsképei, melyek 4 évtizede folyamatosan meghökkentik a nézőket és ez az extravagáns attitűd azóta sem tűnt el. Kollázsképei humorosak, szellemesek, itt-ott torz fintorok a műalkotás piedesztálra emelése ellen, és ott van bennük a mimetikus művészettel szembeni irónia is.

## Díjak, elismerések
- A Magyar Nemzeti Galériában egy tusrajza
- Miniszteri Dicsérő Oklevél (1958)
- Oktatásügy Kiváló Dolgozója (1959)
- Kiváló Munkáért Miniszteri Dicséret (1981)
- Szocialista Kulturáért Érdemérem (1988)
- Vinkler Emlékérem (1990)
- Szegedért Ezüst Emlékérem (1997)
- Szeged Városának Elismerő Oklevele (2002)
- Szegedért Emlékérem (2006)

## Egyéni tárlatok
- Szeged (1961, 1964, 1968, 1988, 1991, 1995, 1997, 2002, 2006)
- Budapest (1967, 2002)
- Szekszárd (1969)
- Kiskunhalas (1980)
- Gödöllő (1991)
- Hódmezővásárhely (1994)
- Makón és Ásotthalmon 1980-tól évente

## Szegedi közösségi alkotások
- Kilenc kollázsa található a Móra Ferenc Múzeumban
- A Városházán négy festménye
- A Szegedi körzeti Stúdió Székházában egy kollázsa
- JATE Füvészkertben Győrffy-gyűrű (1976)
- Jávorka Sándor Emlékplasztika (1978)
- JATE rektori szobájának teremdíszei (1978)
- Becker Vendel Emléktábla - Szeged (1992)
- Információs táblák - Szeged (1993)
- Pulz Lajos dombormű - Szeged (2004)
- Az 1879-es Szegedi Nagy Árvíz emlékkövének áthelyezése (2004 március 12.)